# Бердин, Галей Иркабаевич
Галей (Гали) Иркабаевич Бе́рдин (5 марта 1907, Байгузино, Уфимская губерния — 25 октября 1973, Байгузино, Башкирская АССР) — Герой Советского Союза (1944).

## Биография
Башкир. Член ВКП(б)/КПСС с 1928 года.

Из наградного листа на Г. И. Бердина: 
Товарищ Бердин в боях с 1 по 2 октября 1943 года умело организовал партийно-политическую работу, обеспечил высокий наступательный порыв. В отсутствие командира батальона принял на себя командование батальоном и, успешно переправившись на правый берег реки Днепр, обеспечил переправу других подразделений. Умелым манёвром и с малыми потерями освободил хутор Зелёный, села Куковка и Колодиевка. В результате боев отразил 8 контратак танков и пехоты противника, подбил 2 танка, 8 бронемашин, захватил 2 пленных и уничтожил до 180 солдат и офицеров. Лично из станкового пулемета уничтожил до 28 немецких солдат и офицеров, тем самым способствовал успеху боевых действий полка …
Указом Президиума Верховного Совета СССР «О присвоении звания Героя Советского Союза офицерскому, сержантскому и рядовому составу Красной Армии» от 22 февраля 1944 года за «образцовое выполнение боевых заданий командования при форсировании реки Днепр, развитие боевых успехов на правом берегу реки и проявленные при этом отвагу и геройство» удостоен звания Героя Советского Союза с вручением ордена Ленина и медали «Золотая Звезда» (№ 2707).
После ранения в марте 1944 года вернулся в родную деревню. В мае этого же года его командировали в Асиялань в д. Ямашево со всей семьей. После года работы вместе с семьей вернулись в д. Байгузино. Стал председателем исполкома Байгузинского сельсовета Ишимбайского района. Скончался 25 октября 1973 года, похоронен в деревне Байгузино.

## Память
- Бюст Героя установлен на Аллее Героев в городе Ишимбае[5].
- Имя Героя Г. И. Бердина высечено золотом на мраморе в Парке Победы (Уфа)[6].
- В деревне Байгузино именем Героя названа улица.

## Награды
Награждён орденом Ленина, орденом Красной Звезды, медалями.